# Demokratiutredningen (1997)
Demokratiutredningen var en större statlig, parlamentarisk utredning kring demokratin i Sverige. Den verkade åren 1997–2000, med Bengt Göransson som ordförande, varefter den kom med en slutrapport. Utredningen kritiserades från borgerligt håll för att vara politiserad.

## Verksamhet
Mellan 1997 och 2000 tog utredningen fram 32 småskrifter och 13 forskarvolymer som avsågs att vara underlag för den fortsatta dialogen om folkstyrelsens arbetsformer och arbetssätt. Sammanlagt medverkade drygt hundra svenska och utländska forskare från tolv olika discipliner. Utredningen arrangerade även tematiska seminarier på olika platser i landet. Man hade också en hemsida.
År 2000 kom slutrapporten "En uthållig demokrati! Politik för folkstyret på 2000-talet" (SOU 2000:1)
Utredningens arbete koncentrerades till följande fyra områden:
- Internationaliseringen av ekonomin. Ekonomi och demokrati i samspel.
- Sverige i Europeiska unionen.
- Nya informations- och kommunikationsmönster, informationstekniken och det nya medielandskapet.
- Förändringarna i den offentliga sektorn samt utveckling inom folkrörelserna.

Ansvarig minister var Britta Lejon och ordförande i utredningen var Bengt Göransson.

## Kritik
Utredningen kom under den tid den verkade att kritiseras, åtminstone från borgerlig press och borgerliga debattörer, för att utredningen var politiserad, och att de skrifter den gav ut höll låg kvalitet och hade en oklar status. Snarare än att vara delbetänkanden från utredningen betecknades en del av de skrifter som gavs ut som "debattskrifter" och försågs med förord som angav att "Demokratiutredningens ledamöter har inte tagit ställning till skriftens innehåll" och "Författaren är ensam ansvarig", trots att de gavs ut som SOU-skrifter.